# Малютка (ПТКР)

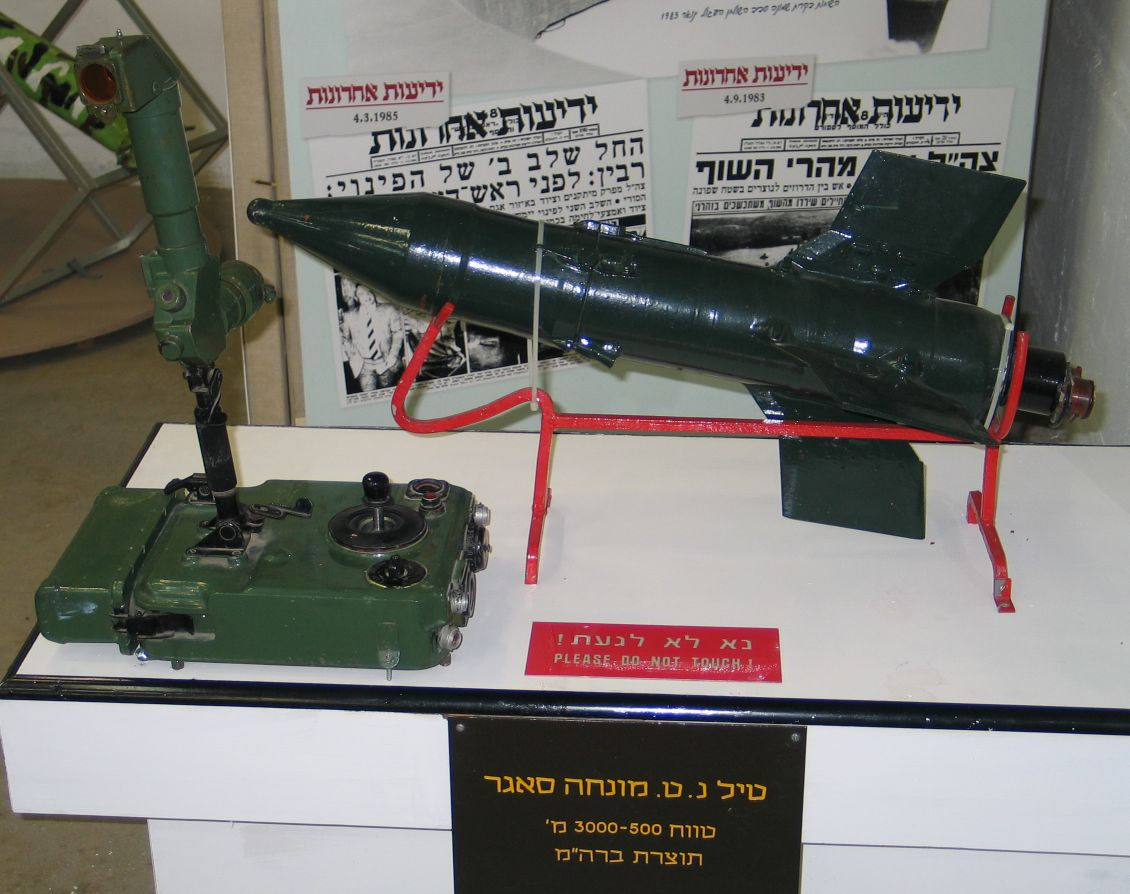
Ракета комплексу 9М 11

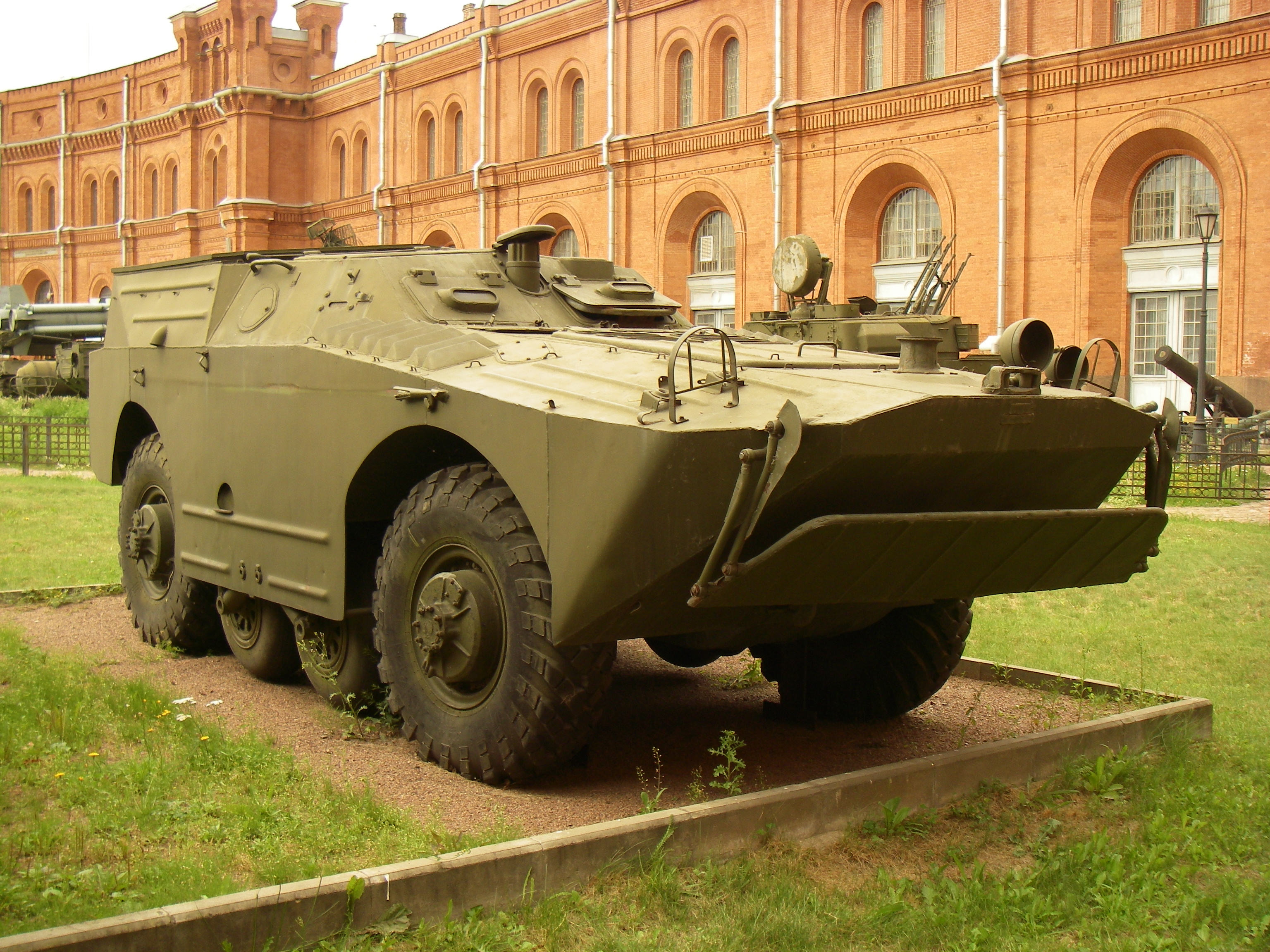
Бойова машина 9П110 комплексу 9К14

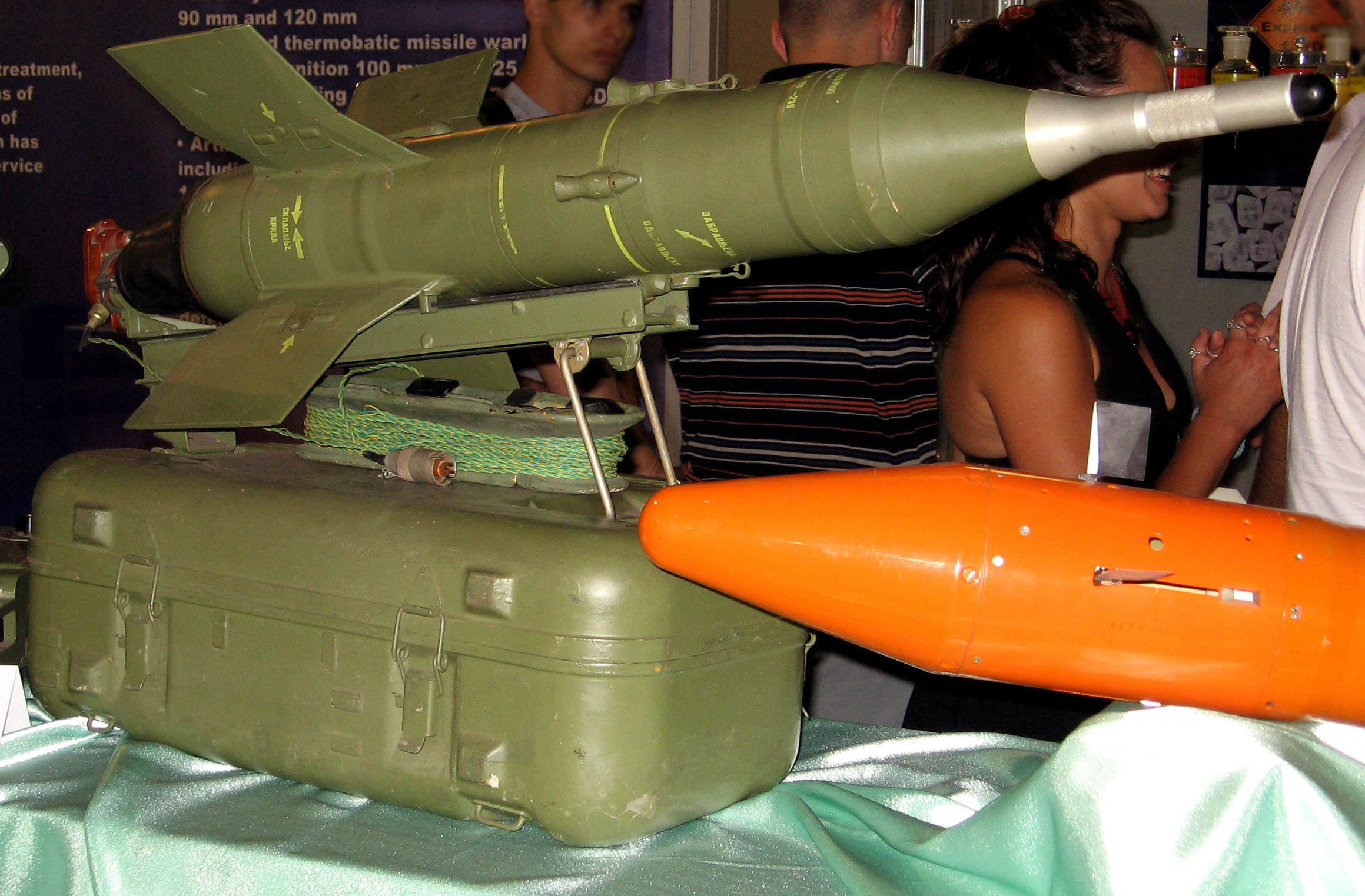
ПТКР «Малютка» — основна протитанкова зброя бойових машин піхоти та десанту

Протита́нковий керо́ваний раке́тний ко́мплекс «Малю́тка» — радянський протитанковий ракетний комплекс 9К11 (9М14) (за класифікацією НАТО — AT-3 Sagger), призначений для боротьби з броньованими цілями, руйнування укриттів і знищення вогневих засобів і точок противника.
ПТКР був розроблений в КБМ (м. Коломна) в 1960 році. Головний конструктор — С. П. Непобедимий. 16 вересня 1963 був прийнятий на озброєння. У СРСР випускалися до 1984 року, вироблено понад 300 000 штук.